# جون فوستر
الدكتور جون فوستر (1738-1824) جراح وطبيب في ثورنبوري، غلوسسترشاير. وهو صديق وزميل محترف ل إدوارد جينر، كان له دورا هاما في اكتشاف لقاح الجدري. في 1768 أدرك فوستر أن العدوى السابقة مع جدري البقر جعلت شخصا محصنا ضد الجدري.
في 1768، أشار فوستر إلى أن اثنين أشقاء كانوا قد أصيبو عن قصد بمرض الجدري. ولكن الدكتور أدرك أن المرض لم يكن لجدري العادى وإنما كان جدري البقر. وهذا ما دفع فوستر إلى التساؤل عما إذا كان جدري البقر قد يحمي ضد الجدري، وهو مفهوم لم يكن يعرفه من قبل. ويقال إنه ناقش هذه الإمكانية على عشاء جمعية كونفيفيو الطبية في فندق شيب إن في ألفيستون. كما شجع الاخرين على إجراء التحقيق. ومن بين أولئك الذين شاركوا في الاجتماع إدوارد جينر، وهو متدرب طبي شاب في ذلك الوقت.
اتبع فيستر هذه الملاحظة، ولكن فقط إلى حد محدود.
في عام 1796، تم استدعاء فيستر لزيارة صبي محلي كان مريضا بالجدري في وقت مبكر، وسأله جون بلاير، عم الصبي، ما إذا كان الصبى سيتم تطعيمة ب جدري البقر لإنقاذه من الجدري. ووفقا لما ذكره فيوستر أنه كان قد فكر بالفعل في ذلك ولكنه قرر ضده، في رأيه، كان التباين ناجحا جدا وبدا بديلا لا لزوم له. ومع ذلك، ذهب فوستر لتطعيم ثلاثة أطفال في ثورنبوري بواسطة جدري البقر.